# 波号第七潜水艦
|          |                                                              |
| 艦歴     |                                                              |
| 計画     | 大正4年度計画                                                |
| 起工     | 1916年1月8日                                                 |
| 進水     | 1916年3月15日                                                |
| 竣工     | 1916年10月31日                                               |
| 除籍     | 1929年4月1日                                                 |
| 性能諸元 |                                                              |
| 排水量   | 常備：290トン 水中：323トン                                  |
| 全長     | 43.73m                                                       |
| 全幅     | 4.14m                                                        |
| 吃水     | 3.43m                                                        |
| 機関     | ヴィッカース・ガソリン機関1基1軸 水上：600馬力 水中：350馬力 |
| 速力     | 水上：12kt 水中：7kt                                         |
| 航続距離 | 水上：12ktで660海里 水中：4ktで60海里                        |
| 燃料     | ガソリン                                                     |
| 乗員     | 30名                                                         |
| 兵装     | 機銃1挺 45cm魚雷発射管 艦首2門、水上2門 魚雷4本              |
| 備考     | 安全潜航深度：30.5m                                          |

波号第七潜水艦（はごうだいななせんすいかん）は、日本海軍の潜水艦。波七型潜水艦（C3型）の1番艦。

## 艦歴
1916年（大正5年）1月8日、呉海軍工廠で起工。同年3月15日進水。潜航公試で海岸に衝突し発射管扉を損傷した。同年10月31日竣工。第十六潜水艇と命名され、種別、潜水艇、二等潜水艇に類別。1919年（大正8年）4月1日、第十六潜水艦に改称し、三等潜水艦に種別、類別を変更。1923年（大正12年）6月15日、波号第七潜水艦に改称。1929年（昭和4年）4月1日に除籍。

## 歴代艦長
※艦長等は『日本海軍史』第9巻・第10巻の「将官履歴」及び『官報』に基づく。
艇長
- 本内達蔵 少佐：不詳 - 1916年12月1日[3] ※兼艤装員

艦長
- 舛岡誠太郎 大尉：1920年12月1日[4] - 1921年3月15日[5]
- 岩高賢治 大尉：1921年3月15日[5] - 1921年11月20日[6]
- 宇垣完爾 大尉：1921年12月1日 - 1922年1月20日
- 古宇田武郎 大尉：1922年1月20日 - 12月1日
- 原田覚 大尉：1922年12月1日 - 1923年4月1日